# Гребеников, Евгений Александрович
Евге́ний Алекса́ндрович Гребеников (20 января 1932, с. Слобозия Маре, Измаильского уезда, в Бессарабии, Румыния (ныне Кагульского района Молдавии) — 29 декабря 2013, Москва) — советский и российский астроном и математик. Лауреат Государственной премии СССР (1971).

## Биография
Родился в семье священника, отец рано умер.
Окончил 2-ю школу в Кагуле в 1949-м году. После успешной сдачи экзаменов на физико-математический факультет Кишинёвского университета, был отобран представителем Московского государственного университета для продолжения учёбы в МГУ. Мероприятия проводились в связи с 70-летним юбилеем И. В. Сталина.
В 1954 году окончил механико-математический факультет МГУ, ученик Н. Д. Моисеева. Был оставлен в аспирантуру МГУ, вступил в КПСС, в 1957 году защитил кандидатскую диссертацию.
В 1967 защитил докторскую диссертацию «Качественное исследование дифференциальных уравнений небесной механики», работая в должности доцента, заведующего кафедрой математики УДН имени Патриса Лумумбы.
В 1969—1978 — зав. отделением математики ИТЭФ и зав. кафедрой кибернетики Московского института электроники.
В 1978—1988 — директор Вычислительного центра МГУ им. Ломоносова и, одновременно, зав. кафедрой алгебры и анализа МАИ.
В 1986—1996 — научный директор Института вычислительных средств РАН.
C 1996 работал в Университете города Седльце (Польша) и в отделе нелинейного анализа и проблем безопасности ВЦ РАН.

## Основные научные достижения
Окончив МГУ, Е. А. Гребеников специализировался по теории дифференциальных уравнений и исследовал их асимптотическое поведение. Ему удалось найти важное практическое приложение этой теории в построении теории полёта искусственных спутников вокруг Земли и вместе со своими коллегами найти новый подход в решении знаменитой задачи трёх чисел, которой занимались математики от Леонарда Эйлера до Анри Пуанкаре.
Е. А. Гребеников предложил перейти в записи условий движения спутника к комплексным переменным. Полученный математический аппарат опирается на специальные функции и даёт решение, гарантирующее устойчивое вращение спутников многие десятилетия.
Этот подход ознаменовал поистине революцию в методике расчёта движения искусственных спутников Земли, сократив время расчёта до одного-двух часов.
За эту работу Евгений Александрович Гребеников в 1971 году был удостоен Государственной премии СССР. Международный астрономический союз назвал в его честь малую планету (астероид), открытую в 1972 году, (4268) Grebenikov.

## Награды и звания
- 1968 — член МАС
- 1971 — лауреат Государственной премии СССР
- 1973 — лауреат конкурса монографий Академии наук СССР.
- 1980 — золотая медаль ВДНХ СССР.
- 1983 — лауреат премии Совета министров СССР.
- 1992 — почётный академик Республики Молдова.
- 1992 — малой планете (астероиду) 4268 присвоено название Grebenikov.
- 1994 — почётный доктор Университета им. Бабеша-Бояьи в Клуже (Румыния).
- Почётный доктор Технического Университета Молдовы.

## Труды
Е. А. Гребеников — соавтор 20 монографий и более 200 научных статей.

### Монографии
1. Гребеников Е. А., Рябов Ю. А. Новые качественные методы в небесной механике. М.: Наука, 1971, 432 с.
2. Гребеников Е. А., Абалакин В. К., Аксёнов Е. П., Дёмин В. Г., Рябов Ю. А. Справочное руководство по небесной механике и астродинамике. М.: Наука, 1971, 600 с.
3. Гребеников Е. А., Абалакин В. К., Аксёнов Е. П., Дёмин В. Г., Рябов Ю. А. Справочное руководство по небесной механике и астродинамике. Изд. II, дополн. и переработ. М.: Наука, 1976, 850 с.
4. Гребеников Е .А. Лекции по проблеме трёх тел // Сб. Нелинейные колебания. Киев: Наукова Думка, 1976, 60 с.
5. Гребеников Е. А., Рябов Ю. А. Резонансы и малые знаменатели в небесной механике. М.: Наука, 1978, 180 с.
6. Гребеников Е. А., Рябов Ю. А. Конструктивные методы анализа нелинейных систем. М.: Наука, 1979, 530 с.
7. Гребеников Е. А. Лекции по теории резонансных систем // Труды IX Всесоюзной школы по дифференциальным уравнениям. Киев: Наукова думка, 1973, 85 с.
8. Grebenikov E., Ryabov J. Metoda usrednienia w mechanice nielinioej. Изд-во АН ПНР, 1982, 600 p.
9. Grebenikov E., Ryabov J. Constructive methods in the analysis of nonlinear systems. М.: Мир, 1983, 442 p.
10. Гребеников Е. А. Математическое моделирование в нелинейной механике, 1984, 126 с.
11. Гребеников Е. А., Качественные исследования дифференциальных уравнений небесной механики, рук. Докт. диссерт., МГУ, 1967, 270 с.
12. Гребеников Е. А., Голубев В. Г. Проблема трёх тел в небесной механике. М.: изд-во МГУ, 1985, 240 с.
13. Гребеников Е. А., Киоса М. Н., Миронов С. В. Численно-аналитические методы исследования регулярно возмущенных многочастотных систем. М.: из-во МГУ, 1986, 191 с.
14. Гребеников Е. А. Метод усреднения в прикладных задачах. М.: Наука, 1986, 260 с.
15. Гребеников Е. А. Введение в теорию резонансных систем. М.: изд-во МГУ, 1987, 180 с.
16. Гребеников Е. А., Рябов Ю. А. Поиски и открытия планет, изд. первое и второе. М.: Наука, 1975, 1984, 190с., 225 с.
17. Гребеников Е. А., Митропольский Ю. А. Метод усреднения в исследованиях резонансных систем дифференциальных уравнений, М.: Наука, 1992, 214 с.
18. Гребеников Е. А., Митропольский Ю. А., Рябов Ю. А. Введение в резонансную аналитическую динамику. Москва: Янус-К, 1999, 301 с.

Научно-биографические издания
Его перу также принадлежат несколько научно-биографических книг. Одна из них посвящена его научному руководителю — Н. Д. Моисееву:
- Гребеников Е. А. Николай Дмитриевич Моисеев, 1902—1955 / Е. А. Гребенников, И. А. Тюлина; отв. ред. В. В. Белецкий. — Москва : Наука, 2007. — 131, [2] с. : ил., портр.; 21 см. — (Серия «Научно-биографическая литература» Российской академии наук).; ISBN 5-02-034104-5

Другая — Николаю Копернику.
- Гребеников Е. А. Николай Коперник, изд. первое и второе, книга переведена на 18 языков. М.: Наука, 1973, 1982, 100 с., 146 с.